# Hôpital Tenon

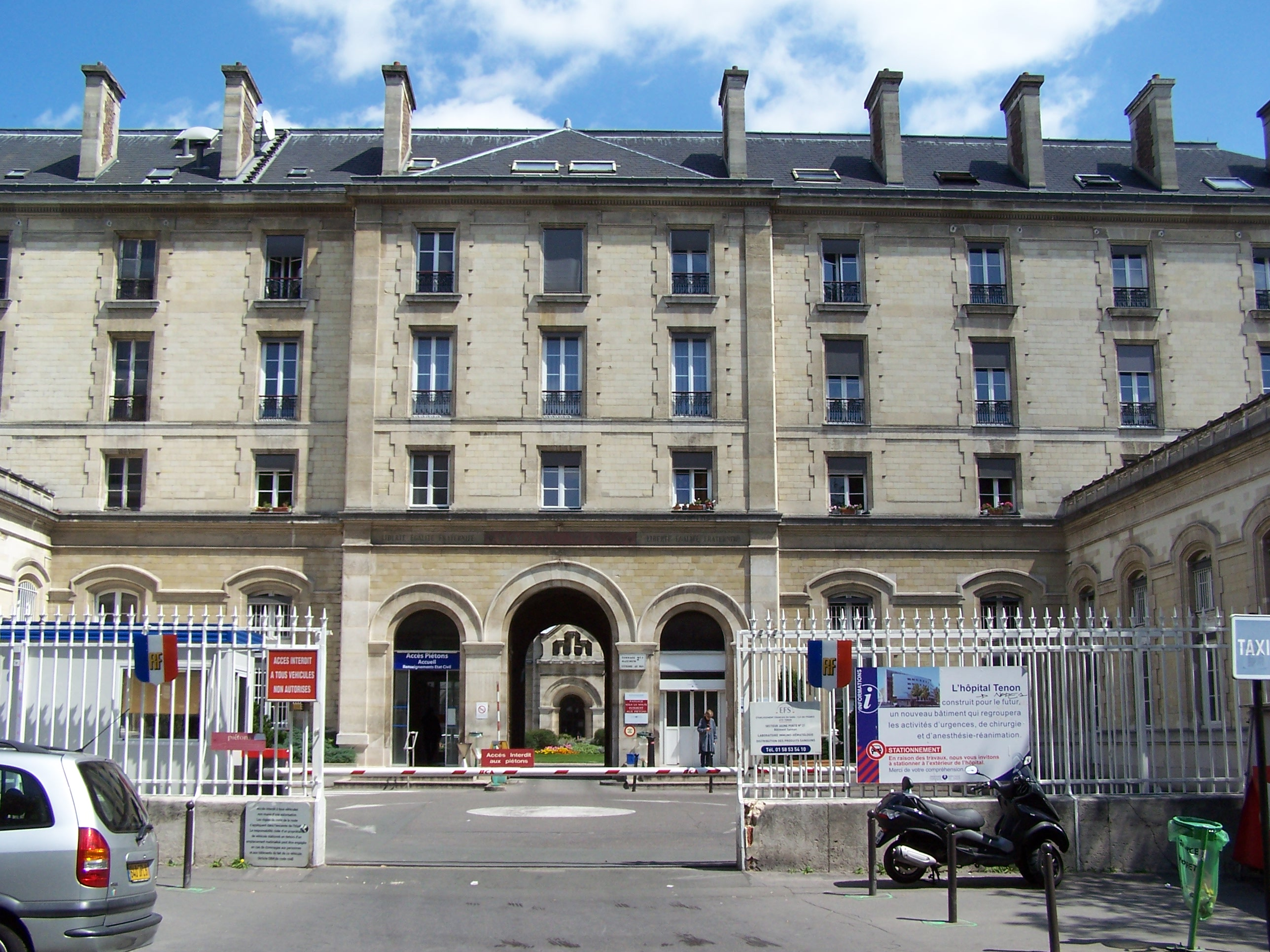
Hôpital Tenon

Das Hôpital Tenon ist ein Krankenhaus in der 4, Rue de la Chine im 20. Arrondissement von Paris. Es ist Teil der Assistance publique – Hôpitaux de Paris (AP-HP) und der Universitätsklinikgruppe AP-HP-Sorbonne Université. Besonders bekannt ist es für seine Leistungen in den Gebieten  Urologie, Pneumologie, Gynäkologie und interventionelle Radiologie. Es ist von der Hohen Behörde für Gesundheit akkreditiert.
Das Krankenhaus trägt den Namen des Chirurgen Jacques René Tenon (1724–1816).